# Palais Kuffner

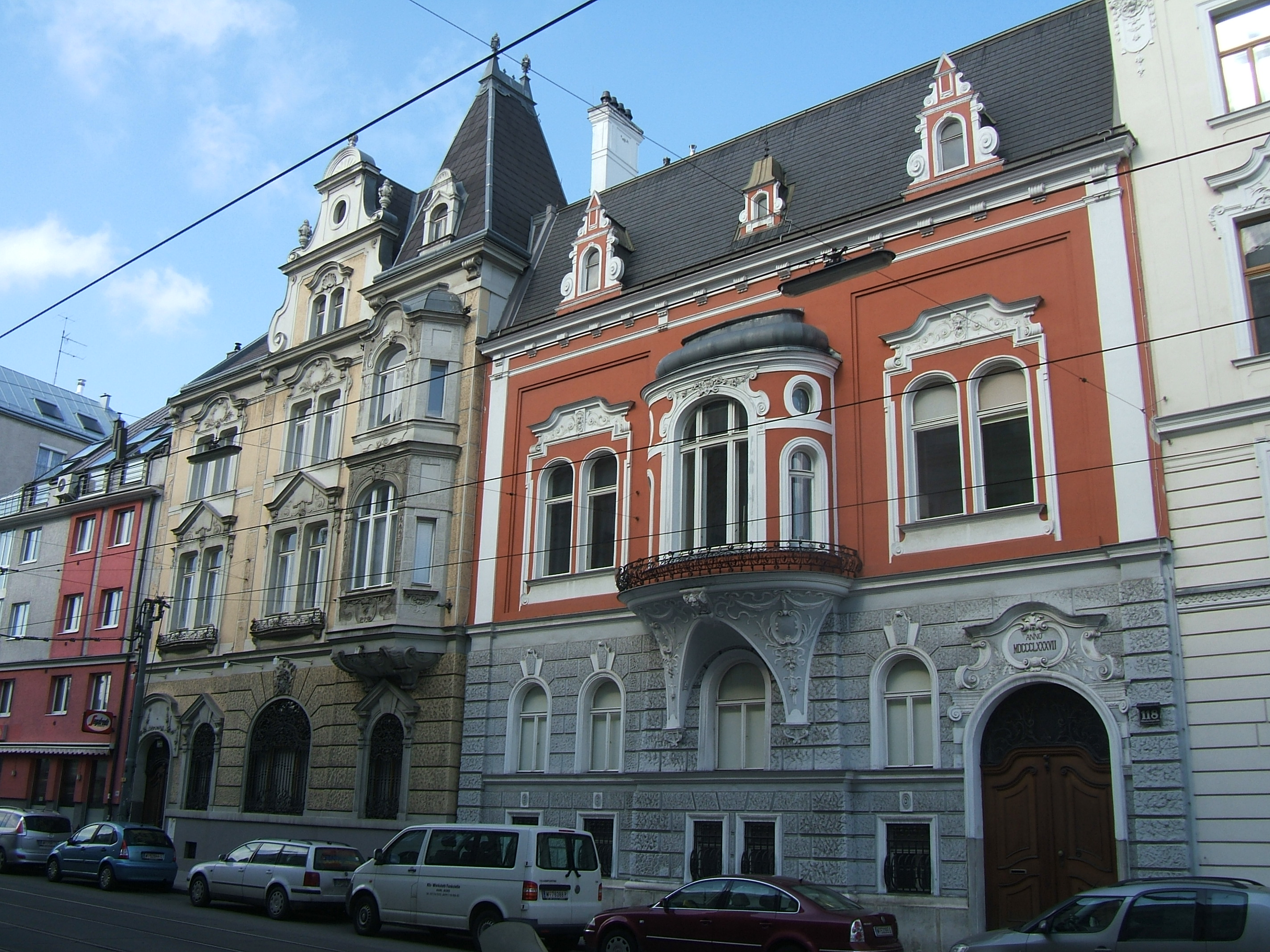
Palais Kuffner

Das Palais Kuffner befindet sich im 16. Wiener Gemeindebezirk Ottakring, Ottakringer Straße 118–120.

## Geschichte
Das Palais Kuffner besteht aus zwei nebeneinander liegenden Gebäuden, die kurz hintereinander errichtet wurden, jedoch zwei individuelle Fassaden erhielten. Nr. 118 wurde in den Jahren 1886–1888 und Nr. 120 in den Jahren 1892/93 für den Brauereibesitzer Moritz von Kuffner errichtet. Die Pläne stammen von Franz von Neumann und ausführender Baumeister war Anton Adolf Zagorski.

## Beschreibung
Nr. 118:
Eine hohe rustizierte Sockelzone reicht bis knapp zur Hälfte der Fassade. Beginnend mit rechteckigen, vergitterten Souterrainfenster liegen über einem durchgehenden Sohlbankgesims vier Achsen mit Rundbogenfenster, einfacher Fensterrahmung und plastisch hervorgehobenen Schlusssteinen. Seitlich angeordnet ist ein Rundbogenportal mit Voluten, Gebälk, geschweifter Rundbogenverdachung und der  Jahreszahl 1887. Aus einem, bis zum Gurtgesims reichenden Mittelrisalit tritt ein konvexer, segmentbogenförmiger Erker mit barockisierenden Dekor hervor. Die Beletage ist allein durch die Farbgebung – Terrakotta und Weiß – ein starker optischer Akzent. Die seitlichen Doppelfenster sind durch abgestufte Putzfelder, weiße Fensterumrahmungen mit Ohren, Konsolverdachung und barockisierenden Sturzfeldern, zusammengefasst. Seitliche Lisenen reichen bis zum Kranzgesims über dem Dachgauben, flankiert von Voluten, vom Satteldach aufragen.
Nr. 120:
Dieses Gebäude ist durch seine vertikale Dreiteilung der sandfarbenen Fassade bemerkenswert. Der rustizierte Sockel ist in der Tiefe abgestuft. Der mittlere Teil wird von einem großen Rundbogenfenster mit Agraffe dominiert. Die seitlichen Fenster sind schmäler und haben eine Dreiecksgiebelverdachung mit schönen Schmiedeeisengittern. Ein Segmentbogenportal schließt die Außenseite ab. Aufstrebende Lisenen fassen die beiden Obergeschoße zusammen. Die Doppelfenster, umgeben von einem Stuckrahmenfeld, tragen in der Beletage Knickgiebelverdachung oder im darüber liegenden Stockwerk geschweifte Segmentgiebelverdachung. Der rechte Bauteil wirkt durch seine leicht vorgezogene Position und den zweigeschoßigen Erker wie ein Turm, was noch durch das Zeltdach verstärkt wird. Der Mittelteil trägt einen hohen, mit Voluten und Vasen verzierten Dachgiebel.